# Radio Club Tenerife
Radio Club Tenerife és l'emissora degana de les illes Canàries. Va començar les seves emissions el 13 de maig de 1934. Segons l'Estudi General de Mitjans (EGM), és la ràdio més escoltada de Tenerife i de Canàries. Al desembre de 2014, va anotar-hi un total de 136.000 oïdors a la província de Santa Cruz de Tenerife.
Emet a través dels dials 101.1, 91.1, 95.9, 106.3, 103.0 i 99.8 de Freqüència Modulada (FM) i 1179 d'Onda Mitjana (OM). També ofereix l'opció de seguir la seva programació íntegra a través d'internet al portal cadenaser.com.

## Història
El seu fundador i primer director va ser Manuel Ramos Vela, que va estar al capdavant de l'emissora 25 anys. El va succeir en el càrrec el seu fill Manuel Ramos Molina.
Radio Club Tenerife neix en 1934 com a ràdio empresarial, però en realitat la societat que porta el mateix nom veia la llum en 1929 de la mà d'entusiastes i afeccionats liderats pel tècnic alemany Meinke, qui va construir i va instal·lar l'emissora a La Costa, al carrer Salamanca i, posteriorment, al carrer Álvarez de Lugo, on romandrien els locutoris durant tres dècades. Avui, els seus estudis estan en l'avinguda d'Anaga de Santa Cruz de Tenerife.

## Programació
Radio Club emet la programació de la Cadena SER, però a més compta amb diversos programes propis i de gran audiència: 'Hoy por Hoy La Portada' de set a nou del matí, amb Miguel Ángel Rodríguez Villar; 'Hoy por Hoy Tenerife' de nou a onze i vint del matçi, amb Juan Carlos Castañeda;'Hoy por Hoy Tajaraste' amb Puchi Méndez; 'Hora 14 Canarias' amb Eric Pestano i l'equip d'informatius; i 'Radio Club Deportivo', amb Manoj Daswani.
A més, dels caps de setmana s'ocupa Zenaido Hernández amb 'A vivir Canarias'.
Les transmissions esportives copen gran part de la programació de Radio Club, que emet tots els partits del Club Deportivo Tenerife amb la narració de Juan Carlos Castañeda, Manoj Daswani, Alejandro Skale i un ampli equip de col·laboradors i comentaristes. També s'ofereixen les trobades de l'Iberostar Tenerife de bàsquet, amb Carlos Elorrieta, Alejandro Arbelo i Airam Gómez.
Amb molta freqüència, els programes de Radio Club Tenerife surten al carrer i s'emeten fora dels estudis de l'Avinguda d'Anaga.

## Veus
Informatius
- Héctor Palmero
- Éric Pestano
- Pedro Murillo
- Ardiel Rodríguez
- Ana Martínez

Deportes
- Manoj Daswani[4]
- Carlos Elorrieta
- Alejandro Skale
- Airam Gómez
- Alejandro Arbelo

Presentadors de programes i magazins
- Miguel Ángel Rodríguez Villar
- Juan Carlos Castañeda
- Pedro Rodríguez
- Puchi Méndez
- Zenaido Hernández
- Antonio Cárdenes

## Tots els seus directors
Manuel Ramos Vela, Manuel Ramos Molina (Somar), Álvaro Martín Díaz (Almadi), Félix Álvaro Acuña, Juan Rolo, Francisco Padrón, José Carlos Herrero, Juan Carlos González Xuáncar, María José Pérez Caldeiro i Lourdes Santana.

## Teides d'Or
L'emissora líder i degana de Canàries celebra anualment la gala de lliurament dels premis Teides d'Or, que es lliuren a personalitats i institucions de les quals els canaris se'n senten orgullosos. La cerimònia té lloc a la fi de cada any, gairebé sempre el mes de desembre. Els premiats en 2015 van ser l'Institut Astrofísic de les Illes Canàries, el Reial Casino de Santa Cruz de Tenerife i, a títol pòstum, Pedro Zerolo. En 2016, els guardons van ser per als dissenyadors canaris Marco&María, la Unitat d'Oncologia Infantil de l'Hospital Universitari Nuestra Señora de la Candelaria i per Jaime Azpilicueta.
En 2017, els distingits van ser l'actor Juan Carlos Fresnadillo, el Col·legi Montessori i l'empresa Fred.Olsen.
El jurat dels Premis Teide d'Or ja ha anunciat els premiats de 2018: l'actor Álex García, l'equip de futbol UD Granadilla Egatesa i l'Orfeón La Paz.